# Marco Maciel
Marco Antônio de Oliveira Maciel GCC • GCIC • GCMM (Recife, 21 de julho de 1940 — Brasília, 12 de junho de 2021) foi um professor, advogado e político brasileiro filiado ao Democratas (DEM). Foi o 22.° Vice-presidente do Brasil e presidente da Câmara dos Deputados, além de ministro da Educação e da Casa Civil durante o governo Sarney. Por Pernambuco, foi governador, senador por três mandatos, deputado federal por dois e deputado estadual.
Exerceu o cargo de senador de 2003 até 2011. Professor de Direito Internacional Público da Universidade Católica de Pernambuco (licenciado). Presidente da Câmara dos Deputados (1977–1979). Ministro de Estado da Educação e Cultura (1985–1986). Ministro-chefe do Gabinete Civil da Presidência da República (1986–1987), quando assumiu o mandato de senador. Foi eleito Presidente do PFL em 1987. Em 1990 se reelegeu como senador, e em 1994 foi eleito vice-presidente da República Federativa do Brasil. Retornou ao senado, eleito em 2002. Assumiu, em 2007, a presidência da Comissão de Constituição, Justiça e Cidadania. Após 44 anos na política, nas eleições de 2010 não conseguiu se eleger para um novo mandato no Senado, ficando em terceiro lugar na votação.

## Biografia
Filho de José do Rego Maciel e Carmen Sílvia Cavalcanti de Oliveira formou-se em direito pela Universidade Federal de Pernambuco atuando depois como advogado. Quando nos bancos universitários iniciou sua vida pública ao ser eleito presidente da União Metropolitana dos Estudantes de Pernambuco, em 1963, realizando uma gestão que o levaria a romper com a cúpula da União Nacional dos Estudantes. A eleição para a UME contou com o apoio financeiro do IPES - Instituto de Pesquisas e Estudos Sociais, organização de direita criada no fim de 1961. Nos anos vindouros, Marco Maciel se filiaria a ARENA, partido que apoiava o regime de ditadura militar então instaurado, e passaria a atuar na política partidária na qual estreou em 1966 ao se eleger deputado estadual e a seguir deputado federal nos anos de 1970 e 1974.
No decurso de seu segundo mandato foi eleito presidente da Câmara dos Deputados em março de 1977, para o biênio 1977—1979 e em sua gestão, o presidente Ernesto Geisel decretou o recesso do Congresso Nacional, através do Ato Complementar 102 em 1º de abril de 1977, com o intuito de aprovar a reforma judiciária que fora rejeitada pelo parlamento que seria reaberto em 14 de abril, após a outorga de duas emendas constitucionais e de seis decretos-leis regulamentando a reforma do judiciário e a reforma política, esta última caracterizada pela instituição dos chamados senadores biônicos. Apesar de contrário à supressão das prerrogativas do Congresso Nacional, Marco Maciel acatou a decisão presidencial mas não tomou parte nas cerimônias que marcaram a vigência das medidas baixadas pelo Poder Executivo. Não polemizou no entanto a respeito do assunto e, em sinal de reconhecimento por sua postura, foi indicado governador biônico de Pernambuco pelo próprio Geisel em 1978.
Ao longo de sua gestão montou uma equipe de técnicos e políticos que cerraram fileiras nas eleições de 1982, quando o PDS pernambucano obteve um apertado triunfo, contra os oposicionistas do PMDB, tendo à frente o senador Marcos Freire, então candidato a governador. Eleito senador naquele ano, Maciel teve seu nome lembrado como uma das alternativas civis à sucessão do presidente João Figueiredo, em face, sobretudo, de sua grande capacidade de articulação.

## Frente Liberal
À medida que os debates sobre a sucessão presidencial tomavam forma as lideranças do PDS viam surgir diversos nomes que tencionavam a indicação oficial do partido, dentre os quais, Marco Maciel. Entretanto a contenda derradeira aconteceu em 11 de agosto de 1984, quando o deputado federal paulista Paulo Maluf derrotou o Ministro do Interior, Mário Andreazza, na convenção nacional do PDS por 493 votos a 350, fato esse que serviu como senha para que os dissidentes da legenda se agrupassem na chamada Frente Liberal (embrião do PFL, o atual Democratas) e a seguir hipotecassem o seu apoio à candidatura de Tancredo Neves, o candidato das forças de oposição ao Regime Militar de 1964. Para a oficialização do acordo os partidários de Tancredo deveriam escolher um dos quadros da dissidência governista como candidato a vice-presidente e a escolha recaiu sobre o senador maranhense José Sarney, embora o próprio ungido tenha sugerido, sem sucesso, o nome de Marco Maciel. Hábil na costura dos acordos políticos que asseguraram a vitória oposicionista no Colégio Eleitoral, logo o nome de Marco Maciel foi confirmado como o novo Ministro da Educação sendo o titular dessa pasta de 15 de março de 1985 até 14 de fevereiro de 1986 quando o presidente José Sarney (efetivado após a morte de Tancredo Neves) o remanejou para a chefia da Casa Civil onde Maciel permaneceu até 30 de abril de 1987.
No Plebiscito de 1993, Marco Maciel foi parte da Frente Presidencialista Republicana 

## Vice-presidente
De volta ao Senado Federal manteve seu apoio ao governo Sarney o que não o impediu de ser um dos entusiastas do apoio do PFL à Fernando Collor de Mello nas eleições presidenciais de 1989, mesmo diante da candidatura pefelista de Aureliano Chaves. Com a vitória de Collor em segundo turno sobre Luiz Inácio Lula da Silva o Partido da Frente Liberal passa a ocupar a base política do novo presidente. Reeleito senador em 1990 Marco Maciel passou à condição de líder do governo Collor no Senado, função da qual declinou quando o processo de impeachment do presidente se apresentou irreversível. Em agosto de 1994 foi escolhido pelo PFL como o novo candidato a vice-presidente da República em substituição ao senador alagoano Guilherme Palmeira em virtude de denúncias de irregularidades na destinação de emendas orçamentárias que pesavam sobre esse último, sendo eleito e reeleito como companheiro de chapa de Fernando Henrique Cardoso em 1994 e 1998, respectivamente. Em março de 1995 exerceu a presidência da república do Brasil pela primeira vez conforme ordenava a constituição da época, recebeu em seu gabinete da Vice-Presidência da Republica, no Palácio do Planalto, o Título de Professor Visitante da UniverCidade/RJ, do jornalista e Reitor Paulo Alonso. Sua postura discreta permaneceu inalterada, mesmo diante dos episódios que levaram ao rompimento do PFL com o governo federal às vésperas das eleições de 2002, nas quais Marco Maciel conquistou seu terceiro mandato como senador pelo estado de Pernambuco.
Grã-Cruz da Ordem Militar de Cristo desde 1987 pelo presidente português Mário Soares, Maciel foi admitido em 1997 pelo mesmo à Ordem do Infante D. Henrique, no mesmo grau. Em 1995, foi condecorado por Fernando Henrique Cardoso com a Ordem do Mérito Militar no grau de Grã-Cruz especial.

## Morte
Marco morreu em 12 de junho de 2021, aos oitenta anos de idade, em um hospital particular do Distrito Federal. Seu corpo foi velado no Salão Negro do Senado Federal, sendo sepultado na Ala dos Pioneiros do Cemitério Campo da Esperança, em Brasília.

## Imortal
- Em 1991, foi eleito para a cadeira 22 da Academia Pernambucana de Letras, antes ocupada pelo Monsenhor Severino Nogueira Leite, tomando posse em 27 de julho de 1992.
- Em 2003, foi eleito para a Academia Brasileira de Letras, na cadeira do antecessor Roberto Marinho, tomando posse em 18 de outubro de 2003.[7]

## Obras
É autor de três livros:
- Idéias Liberais e Realidade Brasileira (1984)
- Educação e Liberalismo (1987)
- Liberalismo e Justiça Social (1987)